# بينيتو روس تشارال
بينيتو روس تشارال (بالإسبانية: Benito Ros Charral ) ( ولد في 2 مايو 1981، أبارثوثا، نافارا، إسبانيا) دراج إسباني.
حصل على عشر ميداليات ذهبية في بطولات العالم للدراجات الهوائية الجبلية، كما حاز على الميدالية الذهبية في بطولة أوروبا للدراجات الهوائية الجبلية عام 2010.

## إنجازاته

### بطولة العالم للدراجات الهوائية الجبلية
- 2001 فايل  الولايات المتحدة:  ميدالية برونزية في سباق تريال-20 إنش (Trials, 20 inch).
- 2003 لوغانو  سويسرا:  ميدالية ذهبية في سباق تريال-20 إنش (Trials, 20 inch).
- 2004 لي غيتس  فرنسا:  ميدالية ذهبية في سباق تريال-20 إنش (Trials, 20 inch).
- 2005 ليفينيو  إيطاليا:  ميدالية ذهبية في سباق تريال-20 إنش (Trials, 20 inch).
- 2005 ليفينيو  إيطاليا:  ميدالية برونزية في سباق تريال-26 إنش (Trials, 26 inch).
- 2006 روتوروا  نيوزيلندا:  ميدالية برونزية في سباق تريال-20 إنش (Trials, 20 inch).
- 2007 فورت ويليام  المملكة المتحدة:  ميدالية ذهبية في سباق تريال-20 إنش (Trials, 20 inch).
- 2008 فال دي سولي  إيطاليا:  ميدالية ذهبية في سباق تريال-20 إنش (Trials, 20 inch).
- 2009 كانبرا  أستراليا:  ميدالية ذهبية في سباق تريال-20 إنش (Trials, 20 inch).
- 2010 مونت ساينت آن  كندا:  ميدالية ذهبية في سباق تريال-20 إنش (Trials, 20 inch).
- 2010 مونت ساينت آن  كندا:  ميدالية فضية في سباق تريال-26 إنش (Trials, 26 inch).
- 2011 شامبري  سويسرا:  ميدالية ذهبية في سباق تريال-20 إنش (Trials, 20 inch).
- 2012 ليوغانغ- سالفيدين  النمسا:  ميدالية ذهبية في سباق تريال-20 إنش (Trials, 20 inch).
- 2012 ليوغانغ- سالفيدين  النمسا:  ميدالية ذهبية في سباق تريال-الفرق (Team Trials).

### بطولة أوروبا للدراجات الهوائية الجبلية
- 2008:  ميدالية فضية في سباق تريال-20 إنش (Trials, 20 inch).
- 2009:  ميدالية فضية في سباق تريال-20 إنش (Trials, 20 inch).
- 2010:  ميدالية ذهبية في سباق تريال-26 إنش (Trials, 20 inch).